# Филозофија информације
Филозофија информације (ФИ) је нова област истраживања, која се бави концептуалним питањима, као посљедице пресијецања рачунарства, информационих технологија и филозофије. Прецизније, филозофија информација се бави:
1. критичким испитивањима концептуалне природе и базичним принципима информација, укључујући њихову динамику, коришћење и науке у вези
2. елаборацијом и апликацијом информационо-теоријских и компутационих методологија на филозофске проблеме

(дефиниција из Лучано Флоридијевог филозофског чланка "What is the Philosophy of Information?", Metaphilosophy, 2002, (33), 1/2.)
Филозофија информација се јавља као независна област филозофског истраживања 1990их. Њене основе је поставио италијански филозоф Лучано Флориди, који је први, у филозофско-техничком смислу, искористио израз „филозофија информација“ и такође дефинисао сједињујући концептулани оквир за цијелу област.
Филозофија информација се базира такође на научно-техничком дјелу Норберта Винера, Алана Тјуринга, Вилијама Ешбија, Клода Шенона, Warren Weaver, и многих других научника који су радили на компутационој и информационој теорији раних 1950их, а касније и на научном раду Фреда Дретскеа, Jon Barwise, Brian Cantwell Smith, између осталих.